# Campionati europei di atletica leggera indoor 2013 - Salto in lungo femminile
La gara si è svolta il 1º e il 2 marzo 2013.

## Podio
| #       | Atleta         | Nazionalità | Misura | Note                                    |
| ------- | -------------- | ----------- | ------ | --------------------------------------- |
| Oro     | Dar'ja Klišina | Russia      | 7,01 m | Miglior prestazione mondiale stagionale |
| Argento | Éloyse Lesueur | Francia     | 6,90 m |                                         |
| Bronzo  | Erica Jarder   | Svezia      | 6,71 m | Miglior prestazione personale           |

## Record
Prima di questa competizione, il record del mondo (RM), il record europeo (EU) ed il record dei campionati (RC) sono i seguenti:
| Record                | Prestazione | Atleta                       | Data                             | Competizione        |
| --------------------- | ----------- | ---------------------------- | -------------------------------- | ------------------- |
| Record mondiale       | 7,37 m      | Heike Drechsler Germania Est | 13 febbraio 1988 Vienna, Austria |                     |
| Record europeo        | 7,37 m      | Heike Drechsler Germania Est | 13 febbraio 1988 Vienna, Austria |                     |
| Record dei campionati | 7,30 m      | Heike Drechsler Germania Est | 5 marzo 1988 Budapest, Ungheria  | Europei indoor 1988 |

## Risultati

### Qualificazioni
Si qualificano alla finale le atlete che superano la misura di 6,65 (Q) oppure le 8 migliori (q).
| Pos. | Nome                 | Nazione     | 1ª     | 2ª     | 3ª     | Misura | Note                                     |
| ---- | -------------------- | ----------- | ------ | ------ | ------ | ------ | ---------------------------------------- |
| 1    | Dar'ja Klišina       | Russia      | 6,62 m | 658 m  | --     | 6,62 m | q                                        |
| 2    | Erica Jarder         | Svezia      | x      | 6,61 m | --     | 6,61 m | q                                        |
| 3    | Shara Proctor        | Regno Unito | 6,61 m | --     | --     | 6,61 m | q                                        |
| 4    | Éloyse Lesueur       | Francia     | 6,60 m | --     | --     | 6,60 m | q                                        |
| 5    | Ivana Španović       | Serbia      | 6,59 m | --     | --     | 6,59 m | q                                        |
| 6    | Ol'ga Kučerenko      | Russia      | 6,48 m | 6,42 m | 6,54 m | 6,54 m | q                                        |
| 7    | Anastasija Mochnjuk  | Ucraina     | 6,47 m | 6,19 m | 6,52 m | 6,52 m | q                                        |
| 8    | Cornelia Deiac       | Romania     | x      | 6,46 m | 6,52 m | 6,52 m | q                                        |
| 9    | Svetlana Denjaeva    | Russia      | 5,74 m | 6,44 m | 6,50 m | 6,50 m |                                          |
| 10   | Volha Sudarava       | Bielorussia | 6,01 m | 6,28 m | 6,43 m | 6,43 m |                                          |
| 11   | Alina Rotaru         | Romania     | 6,30 m | 6,39 m | 6,32 m | 6,39 m |                                          |
| 12   | Renata Medgyesová    | Slovacchia  | 6,35 m | 6,17 m | 6,21 m | 6,35 m | Miglior prestazione personale stagionale |
| 13   | Lauma Griva          | Lettonia    | 6,26 m | 6,18 m | 6,34 m | 6,34 m |                                          |
| 14   | Melanie Bauschke     | Germania    | 6,16 m | 6,19 m | 6,19 m | 6,19 m |                                          |
| 15   | Jana Velďáková       | Slovacchia  | x      | 6,17 m | x      | 6,17 m |                                          |
| 16   | Stefanie Voss        | Germania    | x      | 6,12 m | x      | 6,12 m |                                          |
| 17   | Florentina Marincu   | Romania     | x      | 5,98 m | x      | 5,98 m |                                          |
| 18   | Sevim Sinmez Serbest | Turchia     | x      | 5,97 m | 5,81 m | 5,97 m |                                          |
| 19   | Giulia Liboà         | Italia      | x      | x      | 5,94 m | 5,94 m |                                          |

### Finale
| Pos. | Nome                | Nazione     | 1ª     | 2ª     | 3ª     | 4ª     | 5ª     | 6ª     | Misura | Note                                    |
| ---- | ------------------- | ----------- | ------ | ------ | ------ | ------ | ------ | ------ | ------ | --------------------------------------- |
| 1    | Dar'ja Klišina      | Russia      | 7,01 m | 6,83 m | x      | 6,57 m | 6,71 m | x      | 7,01 m | Miglior prestazione mondiale stagionale |
| 2    | Éloyse Lesueur      | Francia     | 6,85 m | x      | x      | 6,87 m | 6,90 m | x      | 6,90 m |                                         |
| 3    | Erica Jarder        | Svezia      | x      | 6,55 m | x      | 6,56 m | x      | 6,71 m | 6,71 m | Miglior prestazione personale           |
| 4    | Shara Proctor       | Regno Unito | 6,68 m | 6,54 m | x      | 6,69 m | 6,60 m | x      | 6,69 m |                                         |
| 5    | Ivana Španović      | Serbia      | x      | 6,48 m | 6,62 m | 6,38 m | 6,44 m | 6,68 m | 6,68 m |                                         |
| 6    | Ol'ga Kučerenko     | Russia      | 6,31 m | 6,59 m | 6,62 m | x      | 6,44 m | x      | 6,62 m |                                         |
| 7    | Cornelia Deiac      | Romania     | 6,35 m | 6,48 m | 6,52 m | 6,38 m | 6,48 m | 6,48 m | 6,52 m |                                         |
| 8    | Anastasija Mochnjuk | Ucraina     | x      | x      | x      | 6,19 m | 6,43 m | 6,46 m | 6,46 m |                                         |